# Сирија на Светском првенству у атлетици на отвореном 2017.
Сирија је учествовала на Светском првенству у атлетици на отвореном 2017. одржаном у Пекингу од 22. до 30. августа петнаести пут. Репрезентацију Сирије представљао је 1 атлетичар који се такмичио у скоку увис.,
На овом првенству Сирија је по броју освојених медаља делила 37. место са једном медаљом (бронзана). У табели успешности према броју и пласману такмичара који су учествовали у финалним такмичењима (првих 8 такмичара) Сирија је са 1 учесником у финалу делила 46 место са 6 бодова.
| Плас. | Земља  | 1. место | 2. место | 3. место | 4. место | 5. место | 6. место | 7. место | 8. место | Бр. финал. | Бод. |
| ----- | ------ | -------- | -------- | -------- | -------- | -------- | -------- | -------- | -------- | ---------- | ---- |
| =46.  | Сирија | 0        | 0        | 1        | 0        | 0        | 0        | 0        | 0        | 1          | 6    |

## Учесници
Мушкарци:
- Маџид Алдин Газал — Скок увис

## Освајачи медаља (1)

### Бронза (1)
- Маџид Алдин Газал — Скок увис

## Резултати

### Мушкарци
| Атлетичар         | Дисциплина | Лични рекорд | Квалификације | Квалификације | Финале   | Финале | Детаљи |
| Атлетичар         | Дисциплина | Лични рекорд | Резултат      | Место         | Резултат | Место  | Детаљи |
| ----------------- | ---------- | ------------ | ------------- | ------------- | -------- | ------ | ------ |
| Маџид Алдин Газал | скок увис  | 2,36 НР      | 2,29 кв       | 3. у гр. Б    | 2,29     |        |        |